# أكراد قوقازيين
الأكراد القوقازيون هم أفراد من الأكراد ينحدرون من منطقة القوقاز أو يعيشون فيها. تعود أولى مظاهر الوجود الكردي في منطقة القوقاز إلى منتصف القرن العاشر الميلادي. وقد نُفيت بعض الجماعات من الأكراد القوقازيين إلى آسيا الوسطى في أعوام 1937 و1938 و1944 على يد الاتحاد السوفيتي في عهد يوسف ستالين، ويُقيم معظم أحفادهم اليوم في كازاخستان. لا يُعرف على وجه التحديد عدد الأكراد القوقازيين سواء داخل القوقاز أو خارجه.

## السكان

### أرمينيا
وفقًا لأحدث تعداد سكاني أُجري في أرمينيا عام 2022، يعيش في البلاد 32,742 كرديًا. يتركز وجودهم غالبًا في غرب أرمينيا (لا ينبغي الخلط بينها وبين أرمينيا الغربية التاريخية)، ويتحدثون بلهجة كرمانجية من اللغة الكردية. ويُشكّل الإيزيديون غالبية السكان الأكراد في أرمينيا.

### جورجيا
بحسب آخر تعداد سكاني أُجري في جورجيا عام 2002، يعيش في البلاد 20,843 كرديًا. يتحدثون باللهجة الكرمانجية، ويقيم معظمهم في مدينتي تبليسي وروستاوي.

### الاتحاد السوفيتي (تاريخيًا)
في جمهورية أذربيجان السوفيتية، كانت وحدة قضاء كردستان الإدارية تضمّ سكانًا بلغت نسبتهم 74% من الأكراد و26% من الأذريين.
وفي عموم الاتحاد السوفيتي سنة 1959، كان هناك 26,000 كردي في أرمينيا، و16,000 في جورجيا، وأكثر من 14,000 في آسيا الوسطى.
| الدولة    | العدد         | السنة | المصدر |
| --------- | ------------- | ----- | ------ |
| أرمينيا   | 32,742        | 2022  | [ 6 ]  |
| أذربيجان  | 70,000        | 2011  | [ 7 ]  |
| جورجيا    | 20,843–60,000 | 2014  | [ 8 ]  |
| كازاخستان | 49,355        | 2023  | [ 9 ]  |
| روسيا     | 50,701        | 2021  | [ 10 ] |

## الدين

### في أرمينيا
سجّل أحدث تعداد سكاني أُجري في أرمينيا عام 2022 وجود 31,079 إيزيديًا و1,663 كرديًا غير إيزيدي. ويُنظر في أرمينيا إلى الإيزيديين والأكراد كجماعتين عرقيتين منفصلتين.

### في جورجيا
في جورجيا، تُعدّ الحكومة الجورجية الإيزيديين جزءًا من العرق الكردي. وقد شهد عدد الإيزيديين في جورجيا تراجعًا مطردًا منذ عام 1989، حيث انخفض من 30,000 آنذاك إلى 18,000 بحلول 2002، ثم إلى 6,000 بحلول عام 2015.

## تاريخ

### الأصول
يُعدّ الشداديون أول الأكراد الذين سكنوا القوقاز، وينحدرون من قبيلة الهذباني، التي كان لها وجود متقطع في دبيل خلال القرن العاشر.

### من القرن العاشر إلى الثاني عشر
يُرجع أول وجود كردي في منطقة القوقاز (وتحديدًا جنوب القوقاز) إلى منتصف القرن العاشر، عندما استقر الشداديون في دبيل على يد أول أمرائهم محمد بن شداد. وقد حكم الشداديون الأراضي الواقعة بين نهري كر وآراس حتى سقوطهم في أواخر القرن الثاني عشر. خلال فترة حكمهم، خاضوا حروبًا متكررة مع مملكة جورجيا في العصور الوسطى، وأحيانًا مع جيش الإمبراطورية البيزنطية.

### القرن السادس عشر
وفقًا لغريغوري تشورسين، فخلال الحرب العثمانية الصفوية (1578–1590)، يُحتمل أن موجة من الهجرة الكردية نحو غرب أذربيجان الحديثة قد حدثت عام 1589، عندما قرر بعض الجنود البقاء في الأراضي التي غزوها.

### القرن الثامن عشر
هاجرت قبائل كردية إلى سهل أرارات (أرمينيا الحديثة) في القرن الثامن عشر.
في عام 1728، قدّم الأكراد والقبائل الشاهسفانية، الذين كانوا يربّون الماشية في سهل مغان، طلبًا لنيل الجنسية الروسية.
وفي أواخر القرن ذاته، وصل الأكراد إلى تبليسي لطلب العون من الملك إيراكلي الثاني ضد العثمانيين.

### القرن التاسع عشر
بعد توقيع معاهدة تركمانجاي بين الإمبراطورية الروسية والقاجاريين عام 1828، سُمح للأكراد بالعمل في جورجيا.
وخلال النصف الأول من القرن التاسع عشر، سعت روسيا إلى إبقاء الأكراد على الحياد خلال حروبها مع الدولة القاجارية والدولة العثمانية. في الفترة نفسها، استقر الأكراد في جنوب القوقاز. وفي أواخر القرن التاسع عشر وأوائل القرن العشرين، استقر الإيزيديون الفارّون من الاضطهاد الديني في الإمبراطورية العثمانية في القوقاز الروسي.
وخلال الحربين الروسيتين الفارسيّتين، سُمح للأكراد بالاستقرار في روسيا وأرمينيا الواقعة تحت الحكم الروسي. ولاحقًا، خلال حرب القرم والحرب الروسية العثمانية (1877–1878), هاجر الأكراد مرة أخرى إلى روسيا وأرمينيا.

### القرن العشرون

#### أرمينيا
انتُخب ممثل كردي في برلمان جمهورية أرمينيا الأولى (1918–1920).
وبعد سقوط الجمهورية الأولى وتأسيس جمهورية أرمينيا الاشتراكية السوفيتية، طُبّقت سياسة الترويس المحلي (كورينيزاتسيا)، فأنشئت إذاعات وصحف ومدارس كردية (بلهجة كورمانجي). كما طُوّر أبجدية كردية بالحرف الأرمني عام 1922، ثم بالحرف اللاتيني عام 1927، ثم بالأبجدية الكريلية عام 1945 في عهد يوسف ستالين.
وبعد بدء ترحيل الأكراد القوقازيين في 1937، أُغلقت الإذاعات الكردية وصحيفة ريا ته زه وغيرها من المؤسسات الثقافية. أُعيد فتح هذه المؤسسات في خمسينيات القرن الماضي.
ومع اندلاع نزاع مرتفعات قره باغ عام 1988، فرّ العديد من الأكراد من أرمينيا. غادر نحو 18,000 كردي أرمينيا إلى أذربيجان، وتشكلت جالية كبيرة من أكراد أرمينيا والدول المجاورة في كراسنودار. بين عامي 1992 و1994، اضطر أكراد لاتشين وكلبجار إلى الفرار من المنطقة عقب الاجتياح الأرميني خلال حرب مرتفعات قره باغ الأولى.

#### أذربيجان
في جمهورية أذربيجان الديمقراطية المستقلة (1918–1920)، شغل الأكراد مناصب حكومية، أبرزهم خسرو بك سلطانوف ونور محمد بك شاهسواروف.
وفي عام 1923، أنشأت اللجنة التنفيذية المركزية لجمهورية أذربيجان السوفيتية وحدة إدارية تُدعى قضاء كردستان، بلغت نسبة الأكراد فيها 73%، مقابل 26% من الأذريين.
في عام 1937، أمر ستالين بترحيل الأكراد قسرًا إلى جمهورية كازاخستان السوفيتية وجمهورية أوزبكستان السوفيتية وجمهورية قرغيزستان السوفيتية، لعدم ثقته بهم. وقد كان هؤلاء الأكراد من جمهورية نخجوان ذاتية الحكم. تُوفي معظمهم خلال الترحيل.
عندما اندلعت الحرب العراقية الكردية الأولى عام 1961، حاول الأكراد الذين رُحلوا في الثلاثينيات والأربعينيات استعادة حقوقهم، لكن دون جدوى. وفي عام 1989، أُسست حركة يَكْبون، التي هدفت إلى إعادة الحكم الذاتي الكردي في الاتحاد السوفيتي. حاولت حكومة غورباتشوف دعم المشروع، لكن فشل ذلك بسبب انهيار الاتحاد السوفيتي عام 1991، ومعارضة تركيا الشديدة.
بعد سقوط الاتحاد السوفيتي، اندلعت حرب مرتفعات قره باغ الأولى بين أرمينيا وأذربيجان، ما أدى إلى إعلان جمهورية لاجين الكردية عام 1992 بدعم أرميني. ومع تغيّر الأوضاع السياسية، توقف الدعم، ما أدى إلى انهيار الجمهورية.

#### روسيا
خلال الحرب العالمية الثانية، برز ساماند سياباندوف، وهو إيزيدي من أبرز الشخصيات الكردية السوفيتية، وقد مُنح وسام بطل الاتحاد السوفيتي خلال الحرب ضد ألمانيا النازية. وُلد عام 1909 في قارص أوبلاست الواقعة ضمن النيابة الملكية على القوقاز التابع للإمبراطورية الروسية.
وفي عام 1998، طلب عبد الله أوجلان، زعيم حزب العمال الكردستاني، اللجوء السياسي في روسيا. وفي تشرين الثاني من العام نفسه، قدّمت الدوما توصية إلى الرئيس بوريس يلتسين لمنحه اللجوء، لكن الطلب رُفض بسبب العلاقات السياسية والاقتصادية الودية بين روسيا وتركيا، والتي لم ترغب روسيا في الإضرار بها.

#### جورجيا
تفاوت عدد الأكراد في جورجيا خلال القرن العشرين. بين عامي 1944 و1948، رُحّل جزء من السكان الأكراد إلى آسيا الوسطى.
لكن بين عامي 1979 و1989، ارتفع عددهم بنسبة 30%. وبعد استقلال جورجيا عام 1991، بدأ عددهم بالتناقص تدريجيًا.